# Sant Joan de Mollet
Sant Joan de Mollet (em catalão e oficialmente) ou San Juan de Mollet (em castelhano) é um município da Espanha na comarca de Gironès, província de Girona, comunidade autónoma da Catalunha. Tem 3,28 km² de área e em 2021 tinha 501 habitantes (densidade: 152,7 hab./km²).

## Demografia
| Variação demográfica do município entre 1991 e 2004[carece de fontes?] | Variação demográfica do município entre 1991 e 2004[carece de fontes?] | Variação demográfica do município entre 1991 e 2004[carece de fontes?] | Variação demográfica do município entre 1991 e 2004[carece de fontes?] |
| ---------------------------------------------------------------------- | ---------------------------------------------------------------------- | ---------------------------------------------------------------------- | ---------------------------------------------------------------------- |
| 1991                                                                   | 1996                                                                   | 2001                                                                   | 2004                                                                   |
| 312                                                                    | 367                                                                    | 406                                                                    | 437                                                                    |